# Carl Switzer
Carl "Alfalfa" Switzer, född 7 augusti 1927 i Paris, Illinois, död 21 januari 1959 i Mission Hills utanför Los Angeles, var en amerikansk barnskådespelare. Switzer var främst känd för rollen som Alfalfa i filmserien Rackarungar (Our Gang).

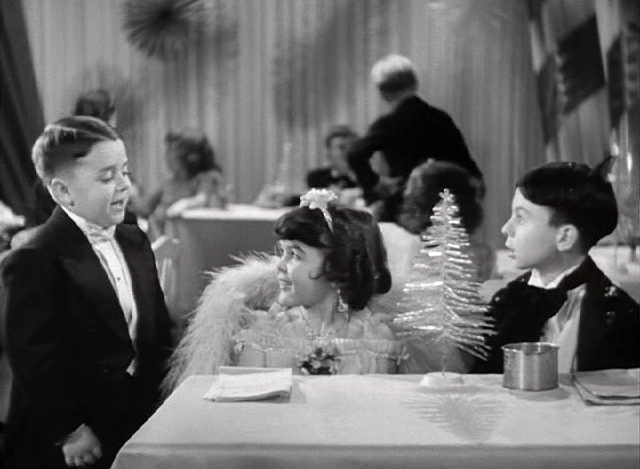
Switzer (höger) som "Alfalfa" i Our Gang Follies of 1938 tillsammans med resterande ensemblen från Rackarungar, George "Spanky" McFarland och Darla Hood.

När Carl Switzer var 12 år, fick han sluta med att spela i ”Rackarungarna”, och fortsatte med att göra andra filmer. Dessa filmer fick inte alls lika stort genombrott som tidigare filmer även om han var med i den amerikanska kultfilmen Livet är underbart 1946.
I samband med ett häftigt gräl i Mission Hills norr om Los Angeles blev Switzer ihjälskjuten. Åklagaren bedömde att gärningsmannen hade agerat i nödvärn och förundersökningen lades ner.

## Filmografi i urval
- 1944 – Vandra min väg
- 1946 – Lassie i vildmarken
- 1946 – Livet är underbart
- 1952 – I Dream of Jeanie